# Bolko III d'Opole
Bolko III d'Opole  (également connu comme Bolko de Strzelce; polonais : Bolko III Opolski ou Strzelecki); né vers 1330/1337 – mort le 21 octobre 1382) fut duc d'Opole (allemand : Oppeln) de 1356 à 1370 conjointement avec ses frères et corégents et duc de Strzelce (allemand : Strelitz) de 1375 jusqu'à sa mort.

## Biographie
Bolko III est le second fils du duc Bolko II d'Opole et de son épouse Élisabeth (en), fille du duc Bernard de Świdnica.
Après la mort de son père en 1356, Bolko III et ses frères Ladislas II et Henri héritent conjointement d'Opole où ils règnent comme corégents mais le gouvernement effectif est assumé par l'ainé des frères, Ladislas II d'Opole.
Le gouvernement personnel de Bolko III commence vers 1375, lorsqu'il reçoit Strzelce après la mort sans héritier de son oncle Albert. Pendant son long règne il ne joue qu'en rôle politique mineur en Silésie. Bolko III réside en effet le plus souvent à la cour du roi de Bohême et empereur Charles IV de Luxembourg à Prague et à celle de Louis Ier de Hongrie à Buda. En 1355, Bolko III, avec plusieurs autres ducs de Silésie accompagnent le roi Charles de Bohême, qui fait le voyage à Rome pour se faire couronner comme Empereur par le Pape. Dix ans plus tard en 1365, il effectue un voyage du Luxembourg à Avignon, et en 1377, avec le roi Louis Ier de Hongrie et Władysław Opolczyk, ils effectuent une expédition militaire à Bełz.
Bolko III meurt le 21 septembre 1382 et il est inhumé dans la chapelle des franciscains Sainte-Anne d'Opole. Après sa mort ses domaines sont transférés conjointement à quatre fils qui y règnent comme corégents. Comme ils sont encore mineurs, leur oncle Ladislas II d'Opole exerce la régence.

## Union et postérité
En 1355, Bolko III épouse une certaine Anne (née vers 1340? – † 8 avril 1378), qui est considérée comme une fille du duc Jean Ier d'Oświęcim Ils ont cinq enfants:
- Jean Kropidło (né 1360/64 – † 3 mars 1421).
- Bolko IV d'Opole
- Henri II (né 1374 – † 22 décembre 1394).
- Bernard (né 1374/78 – † 2/4 avril 1455).
- Anne (née avant 8 avril 1378 – † 2 décembre 1455), Abbesse de Trzebnica en 1428.

## Sources
- (en) Cet article est partiellement ou en totalité issu de l’article de Wikipédia en anglais intitulé « Bolko III of Strzelce » (voir la liste des auteurs).
- (en) & (de) Peter Truhart, Regents of Nations, K. G Saur Münich, 1984-1988 (ISBN 359810491X), Art. « Oppeln + Strelitz », p.  2.453-2454.
- (de) Europäische Stammtafeln Vittorio Klostermann, Gmbh, Francfort-sur-le-Main, 2004  (ISBN 3465032926),  Die Herzoge von Oppeln 1313-1532, und die Herzoge von Falkenberg 1313-1369 des Stammes der Piasten  Volume III Tafel 17.